# Kratten, Vellinge kommun
Kratten är en bebyggelse öster om Östra Grevie i Vellinge kommun. Sedan 2015 avgränsar SCB här en småort. Bebyggelsen ligger direkt intill gränsen till Trelleborgs kommun, varför ett mindre obebott område i denna kommun ingår i småorten.